# Pop Life (album của David Guetta)
| Đánh giá chuyên môn | Đánh giá chuyên môn |
| Nguồn đánh giá      | Nguồn đánh giá      |
| Nguồn               | Đánh giá            |
| ------------------- | ------------------- |
| About.com           | [ 1 ]               |
| The Guardian        | [ 2 ]               |
| Allmusic            | [ 3 ]               |

Pop Life là album phòng thu thứ ba của DJ người Pháp David Guetta. Album được phát hành vào tháng 6 năm 2007 và được sản xuất bởi Joachim Garraud. Người cộng sự lâu năm Chris Willis vẫn là giọng ca chính, ngoài ra còn có một số ca sĩ khách mời khác như JD Davis, Juliet, Tara McDonald, Cozi Costi, Thailand. Đĩa đơn đầu tiên từ Pop Life là "Love Is Gone", đã lọt vào Top 10 hit tại bảng xếp hạng UK Singles Chart ở vị trí thứ 9. Bản phối khí của Fred Riester và Joachim Garraud đã được chơi trên nhiều sàn nhảy lớn. Đĩa đơn thứ hai của album là "Baby When the Light", có sự góp giọng của Cozi Costi. Các đĩa đơn còn lại là "Delirious", "Tomorrow Can Wait", "Everytime We Touch"

## Danh sách ca khúc
| STT              | Nhan đề                                                                                      | Sáng tác                                                                 | Sản xuất                                                  | Thời lượng |
| ---------------- | -------------------------------------------------------------------------------------------- | ------------------------------------------------------------------------ | --------------------------------------------------------- | ---------- |
| 1.               | "Baby When the Light (hợp tác với Cozi)"                                                     | Steve Angello, Cathy Dennis, Joachim Garraud, David Guetta, Henry Walter | Guetta, Dennis                                            | 3:27       |
| 2.               | "Love Is Gone (hợp tác với Chris Willis)"                                                    | Garraud, Guetta, Fredéric Riesterer                                      | Guetta, Riesterer, Garraud                                | 3:08       |
| 3.               | "Everytime We Touch (hợp tác với Chris Willis, Steve Angello & Sebastian Ingrosso)"          | Angello, Garraud, Guetta, Sebastian Ingrosso                             | Guetta, Garraud, Angello, Ingrosso                        | 3:40       |
| 4.               | "Delirious (hợp tác với Tara McDonald)"                                                      | Garraud, Guetta, McDonald, Carl Ryden                                    | Garraud, Guetta                                           | 4:31       |
| 5.               | "Tomorrow Can Wait (hợp tác với Chris Willis) vs. El Tocadisco)"                             | Guetta, Garraud, Tocadisco, Karen Poole                                  | Guetta, Garraud, Tocadisco                                | 3:33       |
| 6.               | "Winner of the Game (hợp tác với JD Davis)"                                                  | Guetta, Garraud, David Henrard, Xavier Clayton                           | Guetta, Garraud                                           | 3:02       |
| 7.               | "Do Something Love (hợp tác với Juliet)"                                                     | Guetta, Garraud, Ben Chapman, Jim Irvin, Juliet Richardson               | Guetta, Garraud                                           | 4:10       |
| 8.               | "You're Not Alone (hợp tác với Tara McDonald)"                                               | Guetta, Garraud, McDonald, Ryden                                         | Guetta, Garraud                                           | 3:54       |
| 9.               | "Never Take Away My Freedom (hợp tác với Chris Willis)"                                      | David Guetta, Garraud, Chris Willis                                      | Guetta, Garraud                                           | 4:09       |
| 10.              | "This Is Not A Love Song (hợp tác với JD Davis)"                                             | Guetta, Garraud, John Lydon, Keith Levere, Martin Atkins                 | Guetta, Garraud                                           | 3:46       |
| 11.              | "Always (hợp tác với JD Davis)"                                                              | Guetta, Garraud, Henrard, Clayton                                        | Guetta, Garraud                                           | 4:00       |
| 12.              | "Joan of Arc (hợp tác với Thailand)"                                                         | Guetta, Garraud, Alexander Perls, Marc Linquist                          | Guetta, Garraud                                           | 4:01       |
| 13.              | "Love Is Gone (Fred Rister & Joachim Garraud Remix) [Radio Edit] (hợp tác với Chris Willis)" | Guetta, Garraud                                                          | Fredéric Riesterer, Fred Rister & Joachim Garraud (Remix) | 3:22       |
| Tổng thời lượng: | Tổng thời lượng:                                                                             | Tổng thời lượng:                                                         | Tổng thời lượng:                                          | 48:40      |

| Bản Giới hạn ở Pháp | Bản Giới hạn ở Pháp                                                           | Bản Giới hạn ở Pháp                                                                                            | Bản Giới hạn ở Pháp          | Bản Giới hạn ở Pháp |
| STT                 | Nhan đề                                                                       | Sáng tác | Producer(s)                  | Thời lượng          |
| ------------------- | ----------------------------------------------------------------------------- | --- | ---------------------------- | ------------------- |
| 14.                 | "Love Don't Let Me Go (Walking Away) (hợp tác với Chris Willis) vs. The Egg)" | Guetta, Garraud, Willis, Idris Rahman, Jean-Charles Carre, Jeremy Bewley, Matt Scott, Ned Scott, Sophie Barker | Graham Barton, Matthew White | 3:15                |
| 15.                 | "Don't Be Afraid (hợp tác với Chris Willis)"                                  | Guetta, Garraud, Chris Willis                                                                                  | Guetta, Garraud              | 3:16                |
| 16.                 | "Take Me Away (hợp tác với Chris Willis)"                                     | David Guetta, Joachim Garraud, Chris Willis                                                                    | Guetta, Garraud, Hal Ritson  |                     |
| 17.                 | "The Making of Poplife (Bonus DVD)"                                           | |                              | 18:30               |
| Tổng thời lượng:    | Tổng thời lượng:                                                              | Tổng thời lượng:                                                                                               | Tổng thời lượng:             | 59:37               |

| Bản Giới hạn ở châu Âu | Bản Giới hạn ở châu Âu                  | Bản Giới hạn ở châu Âu |
| STT                    | Nhan đề                                 | Thời lượng             |
| ---------------------- | --------------------------------------- | ---------------------- |
| 1.                     | "Pop Life Album Mix (Opendisc feature)" | 1:00:54                |

- Pop Life bản cuối cùng[4]

Đĩa 2
1. "Love Is Gone" (Amo & Navas Remix)
2. "Love Is Gone" (Eddie Thoneick's Liberte Edit Mix)
3. "Love Is Gone" (Fred Rister & Joachim Garraud Remix)
4. "Love Is Gone" (Fuzzy Hair Remix)
5. "Baby When The Light" (Dirty South Remix)
6. "Baby When The Light" (Fred Rister & David Guetta Remix)
7. "Baby When The Light" (Joe T. Vannelli Remix)
8. "Baby When The Light" (Laidback Luke Remix)
9. "Joan Of Arc" (Crookers Pimp My Ark Mix)

Đĩa 3
1. "Delirious" (Laidback Luke Remix)
2. "Delirious" (Arno Cost & Norman Doray Remix)
3. "Delirious" (Fred Rister Remix)
4. "Delirious" (Morefield & Bates Remix)
5. "Tomorrow Can Wait" (Sharam's Celtics Vox Remix)
6. "Tomorrow Can Wait" (Arias Remix)
7. "Tomorrow Can Wait" (Tocadisco Evil Mix)
8. "Everytime We Touch" (Inpetto Remix)
9. "Everytime We Touch" (David Tort Remix)
10. "Everytime We Touch" (Robbie Rivera Remix)
11. "Everytime We Touch" (Extended Remix)

DVD tặng kèm
1. "Love Is Gone" (Video)
2. "Baby When The Light" (Video)
3. "Delirious" (Video)
4. "Tomorrow Can Wait" (Video)

## Xếp hạng
| Bảng xếp hạng (2007) | Vị trí cao nhất |
| -------------------- | --------------- |
| French Albums Chart  | 2               |
| Swiss Albums Top 100 | 8               |
| Austria Album Charts | 31              |